# Zbłąkane dzieci
Zbłąkane dzieci  (ang. Wayward Children) – seria opowiadań fantasy autorstwa amerykańskiej autorki Seanan McGuire. Akcja rozgrywa się w szkole z internatem dla dzieci, które wyruszyły do magicznych krain i zostały siłą odesłane do prawdziwego świata. Akcja rozgrywa się naprzemiennie w szkole i w innych, magicznych miejscach. W 2022 roku seria zdobyła Nagrodę Hugo.

## Opowiadania w serii
| Numer | Polski tytuł                           | Tytuł oryginału                    | Data pierwszego wydania | Polskie wydawnictwo | Polski numer ISBN      |
| ----- | -------------------------------------- | ---------------------------------- | ----------------------- | ------------------- | ---------------------- |
| 1     | Każde serce to wrota. Patyki i kości   | Every Heart a Doorway              | 2016                    | Wydawnictwo Mag     | ISBN 978-83-67793-42-1 |
| 2     | Każde serce to wrota. Patyki i kości   | Down Among the Sticks and Bones    | 2017                    | Wydawnictwo Mag     | ISBN 978-83-67793-42-1 |
| 3     | Pod cukrowym niebem. W nieobecnym śnie | Beneath the Sugar Sky              | 2018                    | Wydawnictwo Mag     | ISBN 978-83-67793-55-1 |
| 4     | Pod cukrowym niebem. W nieobecnym śnie | In an Absent Dream                 | 2019                    | Wydawnictwo Mag     | ISBN 978-83-67793-55-1 |
| 5     | Upadek. Przez zielone pola             | Come Tumbling Down                 | 2020                    | Wydawnictwo Mag     | ISBN 978-83-68069-29-7 |
| 6     | Upadek. Przez zielone pola             | Across the Green Grass Fields      | 2021                    | Wydawnictwo Mag     | ISBN 978-83-68069-29-7 |
| 7     | -                                      | Where the Drowned Girls Go         | 2022                    |                     |                        |
| 8     | -                                      | Lost in the Moment and Found       | 2023                    |                     |                        |
| 9     | -                                      | Mislaid in Parts Half-Known        | 2024                    |                     |                        |
| 10    | -                                      | Adrift in Currents Clean and Clear | 2025                    |                     |                        |

### Dodatkowe opowiadania
- Juice Like Wounds, Tor.com (13 lipca 2020)
- In Mercy, Rain, Tor.com (18 lipca 2022)
- Skeleton Song, Tor.com (26 października 2022)

## Nagrody
| Rok  | Tytuł                      | Nagroda                                                  | Wynik          | Odnośnik |
| ---- | -------------------------- | -------------------------------------------------------- | -------------- | -------- |
| 2016 | Każde serce to wrota       | Goodreads Choice Awards w kategorii fantasy              | Nominacja      | [ 2 ]    |
| 2016 | Każde serce to wrota       | Nagroda Nebula za najlepsze opowiadanie                  | Wygrana        | [ 3 ]    |
| 2016 | Każde serce to wrota       | Nagroda Otherwise                                        | Lista honorowa | [ 4 ]    |
| 2017 | Każde serce to wrota       | Alex Awards                                              | Wygrana        | [ 5 ]    |
| 2017 | Każde serce to wrota       | British Fantasy Awards za najlepsze opowiadanie          | Nominacja      | [ 6 ]    |
| 2017 | Każde serce to wrota       | Nagroda Hugo za najlepsze opowiadanie                    | Wygrana        | [ 7 ]    |
| 2017 | Każde serce to wrota       | Nagroda Locusa za najlepsze opowiadanie                  | Wygrana        | [ 8 ]    |
| 2017 | Każde serce to wrota       | World Fantasy Award za opowiadanie                       | Nominacja      | [ 9 ]    |
| 2018 | Pod cukrowym niebem        | Goodreads Choice Award w kategorii fantasy               | Nominacja      | [ 10 ]   |
| 2018 | Patyki i kości             | Alex Awards                                              | Wygrana        | [ 11 ]   |
| 2018 | Patyki i kości             | Nagroda Hugo za najlepsze opowiadanie                    | Nominacja      | [ 12 ]   |
| 2018 | Patyki i kości             | Nagroda Locusa za najlepsze opowiadanie                  | Nominacja      | [ 13 ]   |
| 2018 | Patyki i kości             | RUSA Award za fantasy                                    | Wygrana        | [ 14 ]   |
| 2018 | Każde serce to wrota       | Geffen Award za najlepiej przetłumaczoną książkę fantasy | Nominacja      | [ 15 ]   |
| 2019 | Pod cukrowym niebem        | BooktubeSFF Award w kategorii Short Work                 | Nominacja      | [ 16 ]   |
| 2019 | Pod cukrowym niebem        | Nagroda Hugo za najlepsze opowiadanie                    | Nominacja      | [ 17 ]   |
| 2019 | Pod cukrowym niebem        | World Fantasy Award za opowiadanie                       | Nominacja      | [ 18 ]   |
| 2020 | W nieobecnym śnie          | Nagroda Hugo za najlepsze opowiadanie                    | Nominacja      | [ 19 ]   |
| 2020 | W nieobecnym śnie          | World Fantasy Award za opowiadanie                       | Nominacja      | [ 20 ]   |
| 2021 | Upadek                     | Nagroda Hugo za najlepsze opowiadanie                    | Nominacja      | [ 21 ]   |
| 2021 | Upadek                     | Nagroda Locusa za najlepsze opowiadanie                  | Nominacja      | [ 22 ]   |
| 2022 | Przez zielone pola         | Nagroda Hugo za najlepsze opowiadanie                    | Nominacja      | [ 23 ]   |
| 2022 | Zbłąkane dzieci            | Nagroda Hugo za najlepszą serię                          | Wygrana        | [ 24 ]   |
| 2023 | In Mercy, Rain             | Nagroda Locusa za najlepsze krótkie opowiadanie          | Nominacja      | [ 25 ]   |
| 2023 | Where the Drowned Girls Go | Nagroda Hugo za najlepsze opowiadanie                    | Wygrana        | [ 26 ]   |

## Filmowa adaptacja
W lipcu 2021 Paramount Pictures wykupiło prawa do ekranizacji Zbłąkanych dzieci. Na showrunnera został wyznaczony Joe Tracz, odpowiedzialny m.in. za musical Percy Jackson: The Lightning Thief.